# Bonifácio de Andrada
Bonifácio José Tamm de Andrada (Barbacena, 14 de maio de 1930 – Belo Horizonte, 5 de janeiro de 2021) foi um advogado, jornalista, cientista político, professor universitário e político brasileiro filiado ao Democratas (DEM). Foi deputado federal de 1979 até 2019, tendo exercido dez mandatos consecutivos.
Anteriormente, foi vereador de Barbacena, de 1954 a 1958, e deputado estadual em Minas Gerais, de 1959 a 1975, tendo assim exercido cargos legislativos durante sessenta anos. Também foi candidato a vice-presidente da República nas eleições de 1989, compondo a chapa de Paulo Maluf.
É filho de José Bonifácio Lafayette de Andrada e de Vera Raymunda Tamm de Andrada, e irmão do já falecido deputado José Bonifácio Tamm de Andrada. É ainda descendente do estadista José Bonifácio de Andrada e Silva – irmão de seu trisavô, Martim Francisco Ribeiro de Andrada, casado com a filha do patriarca da independência.
O parlamentar era casado com Amália Borges de Andrada e deixou 10 filhos, dentre eles políticos como Antônio Carlos Doorgal de Andrada e Lafayette Luiz Doorgal de Andrada, o ex-advogado geral da União e vice-procurador-geral da República José Bonifácio Borges de Andrada, o desembargador do TJMG Doorgal Gustavo Borges de Andrada, e Martim Francisco Borges de Andrada, ex-prefeito de Barbacena entre 2005 e 2008.

## Carreira política
Bonifácio foi um dos fundadores da Campanha Nacional de Educandários Gratuitos - CNEG na década de 1950 e bacharelou-se em Direito pela Pontifícia Universidade Católica do Rio de Janeiro após ter feito os primeiros anos do curso na Faculdade Mineira de Direito.
Após formado, iniciou a advocacia privada em sua cidade natal, na qual foi eleito vereador por um mandato (1954 a 1958) pela UDN. Foi deputado estadual em Minas Gerais por quatro mandatos consecutivos (1959 - 1975), pela UDN nos dois primeiros e pela ARENA nos demais.
Foi deputado federal por Minas Gerais pelo décimo mandato consecutivo (desde 1979), eleito pela Aliança Renovadora Nacional (ARENA) no seu primeiro mandato, pelo Partido Democrático Social (PDS) nos 3 seguintes, pelo Partido Trabalhista Brasileiro (PTB) nas eleições de 1994 e pelo Partido da Social Democracia Brasileira (PSDB) desde então.
Fundou em Barbacena, juntamente com o seu pai, o semanário Correio da Serra em 1954, jornal de oposição aguerrida de linha "udenista" do qual foi redator-chefe por muitos anos. Foi filiado à UDN (1954-1965) - pelo qual foi eleito vereador e deputado estadual, ocasião em que defendeu dentre outros temas o regime parlamentarista (sobre o qual, inclusive, possui obras publicadas), à ARENA (1966-1979), ao PDS (1980-1993), ao PTB (1994-1996), ao PSDB (1997-2017) e por fim, filiado ao DEM] (de 2017 até seu falecimento).
Ausentou-se da votação da Emenda Dante de Oliveira em 1984 que propunha Eleições Diretas para Presidência da República, faltaram vinte e dois votos para a emenda ser aprovada.
Foi membro da Assembleia Nacional que elaborou a Constituição de 1988.
Como deputado estadual, presidiu a Assembleia Legislativa de Minas Gerais em 1968. E como deputado federal, presidiu a Comissão de Constituição e Justiça da Câmara dos Deputados em Brasília. Atualmente é o deputado federal mais velho do Brasil.
Foi candidato a vice-presidente da República do Brasil na Eleição presidencial de 1989 na chapa de Paulo Maluf tendo esta chapa obtido 5 986 575 votos ficando em quinto lugar, atrás do vencedor Fernando Collor de Mello, de Luiz Inácio Lula da Silva, de Leonel Brizola e de Mário Covas, e derrotando nomes conhecidos como o de Ulysses Guimarães, Aureliano Chaves e Enéas Carneiro.
Em março de 2009 foi designado relator do Acordo entre a República Federativa do Brasil e a Santa Sé, relativo ao Estatuto Jurídico da Igreja Católica no Brasil. 
Foi eleito deputado federal em 2014, para a 55.ª legislatura (2015-2019), pelo PSDB. Votou a favor do Processo de impeachment de Dilma Rousseff. Já no Governo Michel Temer, votou a favor da PEC do Teto dos Gastos Públicos. Em agosto de 2017 votou contra o processo em que se pedia abertura de investigação do então presidente Michel Temer, ajudando a arquivar a denúncia do Ministério Público Federal.
Em setembro de 2017, foi escolhido pela Comissão de Constituição e Justiça (CCJ) para ser o relator da segunda denúncia contra o presidente da república Michel Temer pelos crimes de obstrução à Justiça e organização criminosa. Em 10 de outubro, recomendou a rejeição da denúncia na CCJ.

## Cargos públicos
Começou a vida pública como oficial de gabinete do Ministro da Agricultura (1955) no governo Eurico Gaspar Dutra. Após ter exercido vários mandatos eletivos, foi nomeado secretário de Estado da Educação e Cultura de Minas Gerais (1965) na gestão do então governador Magalhães Pinto. Posteriormente, ocuparia a secretaria de Estado do Interior e Justiça de Minas Gerais (1974-1977) durante o governo Aureliano Chaves.
E após sucessivos mandatos parlamentares federais, foi convidado durante o governo Hélio Garcia para ser mais uma vez o titular de secretaria estadual - agora da secretaria de Administração e Recursos Humanos (1994-1997).

## Morte
Bonifácio faleceu em 5 de janeiro de 2021 no hospital Mater Dei em Belo Horizonte, aos 90 anos, de COVID-19, durante a pandemia da doença.
A morte ocorreu pouco antes da primeira vacina contra COVID-19 chegar no estado de seu domicílio, Minas Gerais, em 19 de janeiro de 2021.

## Obras publicadas
1. ANDRADA, Bonifácio José Tamm de. “Parlamentarismo e a Evolução Brasileira: breve ensaio sobre o parlamentarismo, presidencialismo e a evolução política brasileira”. Belo Horizonte: Ed. Bernardo Álvares, 1962.
2. A educação e segurança nacional (1966);
3. Migrações sazonais no Nordeste: relatório de pesquisa (1981);
4. ANDRADA, Bonifácio José Tamm de. “Jornada Parlamentar”. Brasília: Ed. Centro de Documentação e Informação e Coordenação da Câmara dos Deputados, 1983.
5. ANDRADA, Bonifácio José Tamm de. “Direito Constitucional – Estudos e Pronunciamentos”. Brasília: Ed. Centro de Documentação e Coordenação da Câmara dos Deputados, 1984.
6. ANDRADA, Bonifácio José Tamm de. “Atuação parlamentar: pronunciamento na constituinte”. Brasília: Câmara dos Deputados, 1988.
7. ANDRADA, Bonifácio José Tamm de. “Constituição, Regime Democrático e Revisão Constitucional”. Belo Horizonte: Ed. Educar Editora Gráfica, 1993.
8. Parlamentarismo e a realidade nacional (1993);
9. ANDRADA, Bonifácio José Tamm de. “A Revolução de 1930, Marco Histórico”. Belo Horizonte: Ed. Rona, 1995.
10. ANDRADA, Bonifácio José Tamm de. “Parlamento Brasileiro e a sua Crise no Fim do Século”.Brasília: Ed. Centro de Documentação e Coordenação da Câmara dos Deputados, 1995.
11. ANDRADA, Bonifácio José Tamm de. “Estudos de Direito Constitucional e Ciência Política”. Brasília: Ed. Centro de Documentação e Coordenação da Câmara dos Deputados, 1996.
12. ANDRADA, Bonifácio José Tamm de. “Direito Partidário e Comentários à Legislação em Vigor”. Brasília: Ed. Centro de Documentação e Coordenação da Câmara dos Deputados, 1997.
13. ANDRADA, Bonifácio José Tamm de. “Ciência Política e Ciência do Poder”. São Paulo: Ed. LTR, 1998.
14. ANDRADA, Bonifácio José Tamm de. “Das Necessidades dos Políticos Reagirem Contra os Tecnocratas que Infelicitam o Povo”. Brasília: Ed. Centro de Documentação e Coordenação da Câmara dos Deputados, 1998.
15. ANDRADA, Bonifácio José Tamm de. “Ciência Política e Seus Aspectos Atuais (Engenharia Política e Policometria)”. Brasília: Ed. Centro de Documentação e Coordenação da Câmara dos Deputados, 2000.
16. ANDRADA, Bonifácio José Tamm de. “Parlamentarismo e Realidade Nacional”. Brasília: Ed. Centro de Documentação e Coordenação da Câmara dos Deputados, 2000.
17. ANDRADA, Bonifácio José Tamm de. “Análise da Realidade Brasileira”. Brasília: Ed. Centro de Documentação e Coordenação da Câmara dos Deputados, 2001.
18. ANDRADA, Bonifácio José Tamm de. “Elementos da Ciência Política”. Brasília: Ed. Centro de Documentação e Coordenação da Câmara dos Deputados, 2002.
19. ANDRADA, Bonifácio José Tamm de. “A Educação nas Constituições Latino-Americanas”. Brasília: Ed. Centro de Documentação e Coordenação da Câmara dos Deputados, 2005.
20. ANDRADA, Bonifácio José Tamm de. “A Crise dos Partidos, Do Sistema Eleitoral e a Militância Política”. Barbacena: UNIPAC, 2006.
21. ANDRADA, Bonifácio José tamm de, Dau, Sandro. “Fundamentos gnosiológicos do método descritivo-referencial”. Juiz de Fora :Alexandria, 2007.
22. ANDRADA, Bonifácio José Tamm de. “O que é assembleia nacional constituinte”. Juiz de Fora :Saman
23. ANDRADA, Bonifácio José Tamm de. “A universidade e o ensino superior: observações sobre o ensino universitário”. Brasília :Câmara dos deputados. Centro de Documentação Informação, 2007.
24. ANDRADA, Bonifácio José Tamm de. “Acordo do Brasil com a Santa Sé sobre a igreja católica”. Texto do parecer do deputado Bonifácio de Andrada na Câmara dos Deputados e documentos oficiais. Belo Horizonte: Del Rey, 2009.
25. ANDRADA, Bonifácio José Tamm de. “Vultos e fatos históricos”. Brasília: Câmara dos Deputados. Centro de Documentação e informação, 2013.
26. ANDRADA, Bonifácio José Tamm de. “A perda do mandato”: a Câmara dos Deputados e o Supremo Tribunal Federal, Belo Horizonte: Del Rey, 2013.
27. ANDRADA, Bonifácio José Tamm de. “Direito Constitucional Moderno e a Nova Revisão da Constituição”. Brasília: Ed Centro de Documentação e Informação e Coordenação da Câmara dos Deputados, 2014.
28. ANDRADA, Bonifácio José Tamm de. “Observações sobre a Crise Brasileira”. Belo Horizonte: Editora Del Rey, 2014.
29. ANDRADA, Bonifácio José Tamm de. “História política do Brasil: de Pedro Álvares Cabral a Jair Bolsonaro”. Barbacena: Caravana Grupo Editorial, 2019.
30. Ideias e propostas para um Brasil livre;
31. Seminário Minas e a Constituição;
32. Os poderes da Assembleia Nacional Constituinte;
33. ANDRADA, Bonifácio José Tamm de. "O Tropeiro e a bela índia do interior de Minas". Barbacena: Caravana Grupo Editorial, 2019.

## Homenagens e condecorações
Durante a carreira, Bonifácio tem recebido homenagens e condecorações. Dentre elas, destacam-se:
- Medalha da Inconfidência, governo de Minas Gerais (1966);
- Medalha Santos Dumont, governo de Minas Gerais (1968);
- Medalha Santos Dumont da FAB (1969);
- Medalha Alferes Tiradentes, PM de Minas Gerais (1977);
- Ordem do Mérito do Barão do Rio Branco (1980);
- Mérito Legislativo de Minas Gerais (1982);
- Mérito do governo do Chile;
- Mérito do Superior Tribunal do Trabalho;
- Medalha do Mérito Militar do Exército;
- Mérito Militar da Marinha;
- Mérito Militar da Aeronáutica.